# Більмачівка
Більмачі́вка — село в Україні, у Прилуцькому районі Чернігівської області. Входить до складу Ічнянської міської громади. Населення — 507 осіб.
Село постраждало внаслідок геноциду українського народу, проведеного урядом СРСР у 1932—1933 та 1946—1947 роках.

## Географія
Село Більмачівка розташоване на лівому березі річки Остер, вище за течією на відстані 1 км розташоване село Мартинівка, нижче за течією на відстані 5,5 км розташоване село Івангород, на протилежному березі — село Фастівці (Бахмацький район). Русло річки заболочене, навколо проведено кілька іригаційних каналів. Поруч проходить залізниця, роз'їзд Більмачівка.

## Населення

### Мова
Розподіл населення за рідною мовою за даними перепису 2001 року:
| Мова       | Кількість | Відсоток |
| ---------- | --------- | -------- |
| українська | 702       | 98.18%   |
| російська  | 12        | 1.68%    |
| білоруська | 1         | 0.14%    |
| Усього     | 715       | 100%     |

## Історія
З 1917 року у складі УНР. Після двох українсько-російських воєн 1918—1920 років — під окупацією комуністичного режиму РСФСР, з 1922 року — в складі СРСР. Починаючи з 1929 року комуністична влада систематично тероризує селян Білмачівки, а 1932 року вдається до прямих убивств через голодомор
24 серпня 1991 року в селі відновлено українську владу. Проте 2010 року сільську раду очолив представник Партії регіонів, яка заперечувала геноцид українського народу 1932—1933. При чому «регіонал» Сергій Міщенко — це далекий родич малолітніх Міщенків, яких у Більмачівці комуністи заморили голодомором 1933 року — Марію, Степана та Івана.
До 2017 року орган місцевого самоврядування — Більмачівська сільська рада. 
17 липня 2020 року, в результаті адміністративно-територіальної реформи та ліквідації Ічнянського району, село увійшло до складу Прилуцького району.

## Люди
В селі народився Денисенко Віталій Іванович (нар. 1955) — театральний режисер.